# Caifei He
Caifei He, nota anche come Saifei He o He Saifei (何赛飞) (Contea di Daishan, 11 aprile 1963), è un'attrice cinese.

## Filmografia
- Lanterne rosse (1991)
- Hong fen (1994)
- Di hou wu gong dui (1995)
- Le tentazioni della luna (1997)
- Lussuria - Seduzione e tradimento (2007)
- Du Men
- Five women Baishou